# Övedssandsten

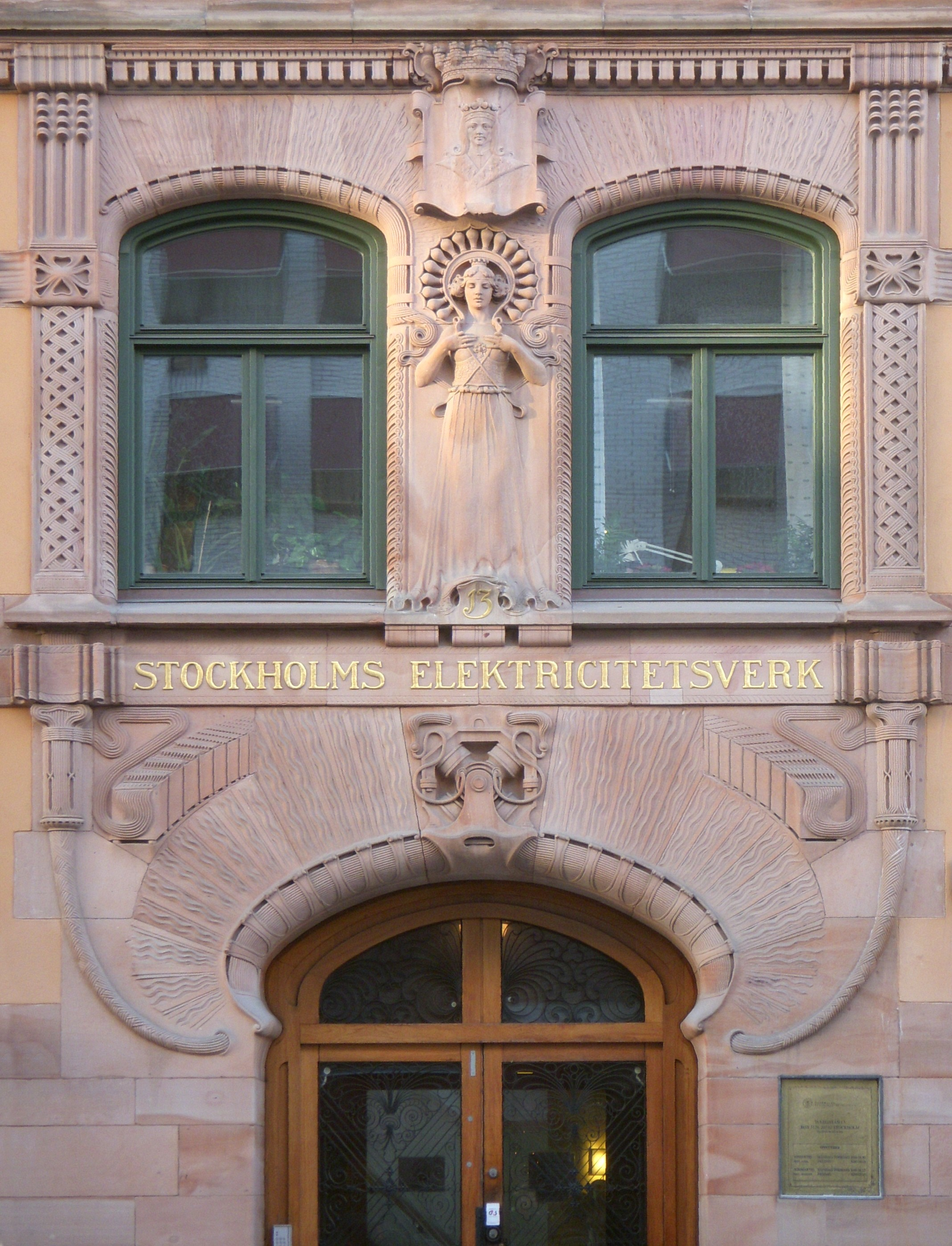
Tulestationens huvudentré i Stockholm.

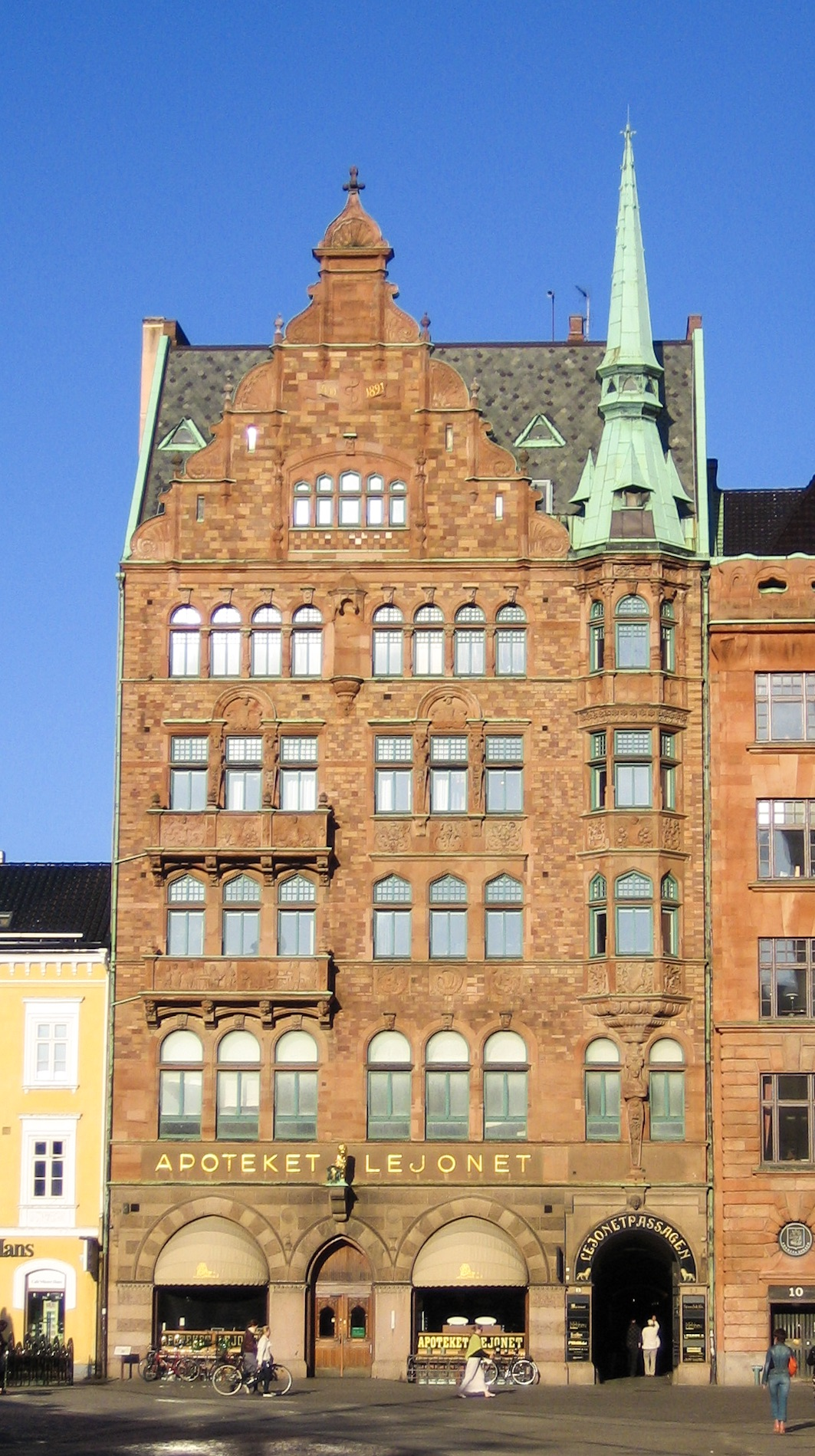
Teschska palatset i Malmö.

Övedssandsten är en sandsten som finns i Skåne. Den bildades i ett grunt tropiskt hav under epoken Pridoli, i slutet av silurtiden, för cirka 420 miljoner år sedan.
Övedssandsten går i dagen vid Övedskloster, Klinta och Ramsåsa. Vid Övedskloster bröts sandsten redan på 1750-talet till byggnadssten. I början av 1900-talet utvidgades verksamheten, efter det att AB Öwedsklosters sandstensbrott bildats, men på grund av minskad efterfrågan är driften nedlagd sedan många år. Stenen bröts i en underjordsgruva. Övedssanstenen är ljusröd och har en varm färgton. Den är lätt att bearbeta som ornamentsten har också använts som fasadsten. Ett tidigt exempel är Övedsklosters slott, ritat av Carl Hårleman, för vilket stenen användes till huvudbyggnadens fasad.

## Användning
- Grand Hotel i Lund, 1896–98. Fasadsten har kraftigt vittrat och delvis bytts ut vid en restaurering omkring 2010 mot tysk sandsten och Orsasandsten.
- Skånes Enskilda Bank i Stockholm, fasader, 1900
- Huvudentrén till Tulestationen i Stockholm av Ferdinand Boberg
- Centralposthuset i Stockholm, översta våningens fasad, 1898–1903
- Tidigare tingshuset, numera kommunhuset, i Sjöbo, del av fasad, 1905
- Centralposthuset i Malmö, fasadernas gesimsband och ornamentik, 1900–06
- Teschska palatset, Stortorget i Malmö, fasad, 1896
- Stortorget 21, Malmö, fasad